# Юдикат Торес
Юдикàт Тòрес (на сардинскиː Judicadu de Turres, на италиански: Giudicato di Torres) или Логудòро (на сардинскиː Logu de Ore или Logudore, на италианскиː Logudoro) е суверенна и независима държава, която през Средновековието се простира в северозападната част на о-в Сардиния. 
Включва днешните подрегиони Сасари, Нура, Романджа, Англона, Маргине, Планарджа, Монтиферу, Гочеано и част от Барбаджа, сега включени в настоящите италиански провинции Сасари, Нуоро и Ористано. Граничи на изток с Юдикат Галура и на юг с Юдикат Арбореа и Юдикат Каляри. Гербът на кралството включва кула със зъбци.
Има вековна каролингска традиция както по отношение на своята канцелария, така и по отношение на дипломатическите обичаи и практики. Начело на кралството (logu) са монархът, наричан съдия (judike) или крал, и Съветът на старейшините (Корона де Логу). Наследяването по женска линия е разрешено.
Първоначално столицата е Торес. Впоследствие тя е преместена в Ардара (седалището на двореца и на кралската църква „Санта Мария дел Реньо“, където съдиите са интронизирани и погребвани) и накрая в Сасари, където пребивава Енцо Швабски.

## История

### Име и етимология
Първото име на кралството е това, което се съдържа в акта за дарение, съставен около 1064 г. в Ардара от името на съдия Торкиторий Баризон де Лакон-Гунале, където се появява фразата „в кралството, което наричат Оре“ (т.е. Логудоро).
Според някои името Логудоро вероятно произлиза от Locus Horim, което означава „място на Horim“ – гръцко-византийска дума, означаваща „област“. Топонимът Horim е използван от италианския писател и историк Джовани Арка в De Sanctis Sardiniae. През 1589 г. италианският презвитер и писател Джулио Рошо Ортино съобщава думите „Regnum Lociaurei volgo loguduri...“.

### Династия Лакон-Гунале
Първите съдии на Торес принадлежат към династията Лакон-Гунале. Според единствен и не единодушно приет средновековен източник, достигнал до нас в преиздание от 1620 г. – т. нар. Condaghe di San Gavino, династия на Торес започва с Комит де Лакон (края на X – нач. на XI век), известен също като Гонарий Комит I де Лакон-Гунале († 1038). Чрез работници, повикани от Пиза, той построява романската базилика „Свети Гавин“ в Порто Торес. Той е признат за имащ историческа валидност през вековете. Напоследък някои учени, отъждествявайки го с Комит II (кр. на XII-нач. на XIII век), му приписват само легендарна стойност. Неговата фигура сега е преоценена заедно с тази на сина му Оргодор и сестра му Георгия. 
Торкиторий Баризон I де Лакон-Гунале († 1073), с Хартата от Ничита (акт за дарение от 1064-1065 г.) благоприятства заселването на бенедиктинските монаси от Монтекасино, отстъпвайки обширна територия, включително принадлежащите ѝ имоти: включително църквите „Ностра Синьора де Мезумунду“ в Силиго и малката църква на св. св. Илия и Енох, разположена на върха на Монте Санто на същата територия.
Мариан I де Лакон-Гунале де Тори († сл. 1082) благоприятства заселването и освобождаването на пизанските търговци, също и в памет на ангажимента на Пиза за освобождението от маврите през 1044 г.
При Константин I де Лакон-Гуинале де Тори (̈* ок. 1064, † 1128) има относително равнопоставяне между Пиза и Генуа в рамките на политическата автономия. Той разрешава заселването на генуезците Дория в Кастелдженовезе и в Монтелеоне Рока Дория, и на Маласпина в Боза, на границата с Юдикат Арбореа. Когато Пиза организира военна експедиция за завладяването на Балеарските острови, Константин I кара доведения си син Салтар да тръгне. Салтар, изпълнен със слава, е подкрепен от могъщото семейство Атен за наследяването на Константин на мястото на малкия Гонарий, законен син на съдията. След смъртта на Константин започва надпревара за трона, но Корона де Логу назначава малкия Гонарий за съдия и той е изпратен в Пиза при своя настойник Итокор Гамбела.

### Гонарий II, съдия и кръстоносец
Гонарий II де Лакон-Гунале де Тори (* 1110/1144, † сл. 1182), навършил пълнолетие, се завръща от Пиза с пизанска военна подкрепа и флот от четири галери. Сем. Атен се окопава в южните територии на юдиката, но не се отказва от намеренията си да доминира над него. След това Гонарий II построява замъка Гочеано в Бургос през 1127 г., благодарение на който побеждава Атен, чиито оцелели представители кара да убият в църквата „Сан Никола ди Трулас“ (Семестене). 
Гонарий II се жени за пизанката Мария дели Ебриачи и предоставя на търговците на Пизанската република големи субсидии, така че събужда враждебността на Генуа и на Комит III Арборейски. Папа Евгений III се намесва и потушава предстоящия сблъсък.
Гонарий II участва във Втория кръстоносен поход заедно с епископа на Сорес, някои сардински благородници и рицаря тамплиер Робер от Тур. Според традицията църквата „Ностра Синьора де Гонаре“ в Орани е построена от Гонарий II, за да развали обета, даден да благодари на Мадоната, след като оцелява след катастрофално корабокрушение на брега на Орозеи при завръщането си от кръстоносните походи.
След като става близък приятел на свети Бернар от Клерво (сред историческите основатели на Цистерцианския орден и поддръжник на Ордена на тамплиерите), той отива в Монтекасино по силата на силните връзки на баща си Константин I с могъщите бенедиктински монаси, чието селище той предпочита с възлагането на различни манастири в Англона и района на Туритано. След като се среща отново със свети Бернар, той е толкова повлиян от него, че решава да изостави всичко през 1154 г. и да абдикира в полза на сина си Баризон, за да стане цистерциански монах в Абатството в Клерво (родната къща на цистерцианците), където умира, е погребан и считан за блажен (beatus Pius Gumarus) от монашеския орден.

### Баризон II
Баризон II де Лакон-Гунале де Тори († XII век) продължава пропизанската политика на баща си и има достатъчно късмет брат му да стане съдия на Юдикат Каляри и с името Петър Торкиторий III, следвайки благоразумната брачна политика на баща си Гунарий, който го жени за дъщерята на Константин Салуций III де Лакон, починал без мъжки наследници.
Баризон II се противопоставя на нарастващите експанзионистични цели на съдиите на Юдикат Арбореа, които тогава се съюзяват с генуезците, устоявайки на няколко военни атаки. Балансът се променя, когато Петър Торкиторий III е изгонен от Юдикат Каляри от своя зет Оберто ди Маса. Баризон II осъзнава прекомерната намеса на пизанците в делата на юдиката, така че променя стратегията, търсейки противотежест в подкрепата на генуезкото семейство Дория. Пиза не хареса експулсирането на своите граждани от съдебната власт на Торес, но военната реакция, организирана твърде прибързано, е неуспешна пред реакцията на Баризон II.
Последният известен документ, удостоверяващ присъствието му начело на юдиката (1190 г.), е condaghe, който носи името си от самия Баризон или от Свети Леонард от Бозове – болницата, която се намира в селище със същото име в покрайнините на Сасари. Това е правно-административен регистър, чрез който е възможно да се реконструират линиите на икономическата история на Логудоро в края на XII век. Баризон II абдикира в полза на сина си Константин II, който е сам на власт през 1191 г.

### Константин II
Константин II де Лакон-Гунале де Тори (* XII век, † 1198) продължава антипизанската работа на баща си с голяма упоритост, до такава степен че да се противопостави на Църквата, която след кратко разследване от архиепископа на Пиза – папски пратеник, налага отлъчване. След като се жени за дама на име Прунисинда за втори път и я кара да живее в замъка в Гочеано, той трябва да се изправи срещу съдията на Каляри Вилхелм I Салустий IV де Лакон-Маса, определен като „ужасен“, който печели битката, завладява замъка в Гочеано, изнасилва и отвлича Прунисинда, която по-късно умира от глад в каляританската столица Санта Иджа. Константин II умира без наследници през 1198 г. Корона де Логу назначава брат му Комит за съдия.
Комит I де Лакон-Гунале де Тори (* XII век, † 1218) се опитва да използва дипломация, за да излезе от трудната ситуация, в която се намира Юдикат Торес: без да поддържа близки отношения с генуезците, той жени сина си Мариан за Аниезе ди Лакон-Маса, дъщеря на Вилхелм Салуций и сестра на Бенедета от Каляри. Юдикатите Каляри и Галура обаче са завладени от пизанските Висконти след брака на съдия Ламберто Висконти с Елена де Лакон.
Комит I, след като напада и побеждава Ламберто Висконти в Чивита (Олбия), се споразумява с Пиза, също защото атаките на сарацините се подновяват силно по бреговете на Сардиния. От този период е съкровището на Санту Миали, състоящо се от 3500 сребърни дженовини, скрити и намерени през 90-те години под олтара на църквата „Сан Микеле Арканджело“ в Падру. През 1218 г. Комит I е наследен от Мариан II де Лакон-Гунале де Тори.

### Трескавият XIII век
Мариан II († 1232) изгражда дискретен баланс между Генуа, папството и Република Пиза. Въпреки това той се опитва да освободи своята балдъза Бенедета, друга дъщеря на Вилхелм I Салустий IV де Лакон-Маса, държана затворница в Каляри от Убалдо Висконти. Победен в опита обаче, той успява да изчака Убалдо Висконти ди Галура (Убалдо II) да изпадне в немилост и синът на Бенедета Вилхелм II Салустий V де Маса да стане съдия на Каляри. Мариан II с помощта на Вилхелм II атакува братовчед си Петър II Арборейски, смятан за съюзник на Убалдо Висконти, и след като го побеждава, продължава да стабилизира границите, като омъжва дъщеря си Аделазия за 13-годишния Убалдо. През 1232 г. Мариан II умира и Корона де Логу определя по-малкия му син Баризон III за наследник.
Баризон III (* 1221, † 1236), под регентството на Ордзоко де Сера, никога не успява да управлява сам, защото, затворен в замъка в Гочеано, първо страда от прекомерната власт на служителите на юдиката, корумпирани от семействата Дория и Маласпина, които подклаждат бунтове срещу него. Бунтовете се увеличават в Сасари, който иска по-голяма автономия на двора на юдиката. През 1234 г. Ордзоко наказва Сасари, като постановява изгнание в Генуа на неговите най-проблемни граждани. Бунтът срещу Орздоко де Сера се разпространява в цялата система на юдиката, достигайки кулминация, само две години след назначаването му, с бруталното убийство на младия съдия от убийци, които очевидно са наети от служители на неговия девер Убалдо Висконти (* 1207, † 1238). Всъщност Убалдо се възкачва на трона на Юдикат Торес благодарение на брака си с Аделазия. Убалдо и Аделазия получават благословията на папа Григорий IX, на когото се заклеват във вярност като васали на Светия престол.

### Аделазия от Торес и Енцо фон Хоенщауфен
Разкъсван от вътрешни борби между последователи на Дория, Маласпина, Висконти ди Пиза и семействата на юдиката, с намесата на Църквата и на патриарха на Пиза, започва процес на разпадане на Юдикат Торес, който завършва със смъртта без наследници на Убалдо Висконти ди Галура само след четири години царуване, през 1238 г. Тогава започва надпреварата на най-авторитетните фигури на времето за наследник на Юдикат Торес.
Папа Григорий IX смята да принуди вдовицата на Убалдо Висконти – Аделазия (* 1207, † 1259) да се омъжи за Гуелфо Поркари, подест и капитан на народа на Пиза. Фридрих II, император на Свещената Римска империя и сем. Дория предлагат на Аделазия ръката на много младия син на суверена, Енцо Швабски. По-специално, архиепископът на Торес Опицо, Мануеле, Федерико и Персивале Дория (последният е сигурен, че има територии в Сардиния в замяна) инициират преговорите. Аделазия избира Енцо, незабавно е отлъчена от папата. 
Енцо получава от баща си ефимерната титла „крал на Сардиния“. Остава на острова малко по-малко от година, живеейки главно в Сасари и пренебрегвайки, според традицията, кралица Аделазия. Много по-млад от съпругата си, кралят изоставя нея и Сардиния, за да последва баща си във военни кампании и, победен през 1249 г. в битката при Фосалта, живее дълго време и умира в затворите на подеста на Болоня през 1272 г. Бракът му с Аделазия е разтрогнат от папата през 1245 г.
Аделазия умира около 1259 г. поради неизвестна причина, след като вижда прогресивното де факто присвояване на съдебните институции от Дория, но получава премахването на отлъчването и помилването от папа Инокентий IV.
Кралицата всъщност се оттегля в замъка „Гочеано“ в Бургос, предпочитайки го пред двореца в Ардара, където обаче се връща по официални поводи. Няма останала документация за живота ѝ в това имение: знае се само, че през 1255 г. папа Александър IV изпраща четири писма до владетелите на Сардиния и едно е адресирано до нея; и това показва, че тя все още е жива и е на трона.

### Микеле Дзанке
Микеле Дзанке (* 1203, † 1275) е служителят на юдиката, назначен от крал Енцо да управлява системата на юдиката по време на неговото отсъствие, но няма потвърждение за това в документите, нито за факта, че той е бил третият съпруг на кралица Аделазия. Интелигентен и опитен в манипулирането, той има дъщеря, която на 16 г. е омъжена за Бранка Дория, който, след като поканва тъста си в имението си в Нура, го намушква до смърт през 1275 г.
Дзанке става могъщ и забогатява чрез експлоатиране на регентството до такава степен, че е споменат от Данте Алигиери в „Божествена комедия“ (XXII песен на „Ад“), където той го представя заедно с монах Гомита от Галура в 5-тата яма (на продажниците) „и да говорят за Сардиния, езиците им не се уморяват“.

### Генуезки контрол и свободна комуна Сасари
С битката при Мелория през август 1284 г. и окончателното поражение при Пиза, Генуа има значителен контрол над териториите на Торес. С родовете Дория, Маласпина и Спинола на север и издигането на Юдикат Арбореа на юг, от стария Юдикат Торес остава само територията на Комуна Сасари, където гражданите, през 1294 г., с подкрепата на Дория, формират свободна комуна, ръководена от подест, изпращан всяка година от Генуа със задачата да управлява в съответствие с конституцията на Сасари.

## Куратории на Торес
Юдикат Торес е административно разделено на 22 куратории (curadorias), образувани от определен брой населени центрове, наречени villas, зависещи от столица на кураторията, в която е базиран кураторът, който контролира местната администрация, съставена от различни служители. присъстващи в различните селища (maiores).
19-те куратории са Флуменарджа, Нура, Романджа, Корос, Монтес, Англона, Нулауро, Улумету, Фигулина, Нугеду, Монтакуто, Нугор, Нуркара, Капутабас, Мейлогу, Планарджа, Коставалес, Маргине, Монтиферу. 

## Епархии на Торес
- Торес - III век сл. н.е. - седалището се премества в Сасари през 1441 г.
- Боза – от V век сл. н. е.
- Гизарклу – от VII век сл. н. е
- Сорес - XI век
- Кастро - 1062 г.
- Отане - 1065 г.
- Пловаке - 1090 г.
- Ампуриас - 1113 г.

## Съдии на Торес (ср. на ок. XI век – 1259 г.)
| N° | Име                                    | от            | до   | Съпруг(а) и бел.                                            |
| 1  | Гонарий Комит де Лакон-Гунале          | нач. XI век   | 1038 |                                                             |
| 2  | Торкиторий Баризон I де Лакон-Гунале   | 1038          | 1060 | Мария де Сера или де Тори                                   |
| 3  | Андрей Танка де Лакон-Гунале           | ср. на XI век |      |                                                             |
| 4  | Комит I де Лакон-Гунале                | кр. XI век    |      |                                                             |
| 5  | Константин I де Лакон-Гунале           | 1082          | 1128 |                                                             |
| 6  | Мариан I де Лакон-Гунале де Тори       | кр. на XI век |      | Сузана де Тори                                              |
| 7  | Петър I де Лакон-Гунале де Тори        | XI век        |      | Джорджа де Тори, Анна де Тори                               |
| 8  | Петър II де Лакон-Гунале де Тори       | XI век        |      |                                                             |
| 9  | Константин III де Лакон-Гунале де Тори | 1113          | 1125 | Маркуза де Гунале, Мария де Арубу, Мария де Тори            |
| 10 | Гонарий II де Лакон-Гунале де Тори     | 1127          | 1154 | Мария де Парлашо Ебриако                                    |
| 11 | Баризон II де Лакон-Гунале де Тори     | 1154          | 1190 | Прециоза де Оробу                                           |
| 12 | Константин IV де Лакон-Гунале де Тори  | 1190          | 1210 | Друда Каталонска, Прунисинда Каталонска                     |
| 13 | Комит II де Лакон-Гунале де Тори       | 1210          | 1218 | Синиспела Арборейска (майка на Мариан II), Аниезе от Салуцо |
| 14 | Мариан II де Лакон-Гунале де Тори      | 1218          | 1233 | Аниезе ди Маса-Каляри                                       |
| 15 | Баризон III де Лакон-Гунале де Тори    | 1233          | 1236 | с регенството на чичо си Ордзок                             |
| 16 | Аделазия де Лакон-Гунале де Тори       | 1236          | 1259 | Убалдо Висконти ди Галура, Енцо Шбавски                     |
| 17 | Енцо Шбабски                           | 1238          | 1246 | Аделазия ди Торес; титулярна 1246-1272                      |

## Обяснителни бележки
1. ↑  Хартата на Ничита (Carta di Nicita) е първият документ на писмената традиция на сардинския народен езикː акт за дарение на базиликата и манастира „Сан Бенедето ди Монтекасино ди тере“ и църквите „Санта Мария де Бубалис“ и „Сант'Елия ди Монтесанто“, подписан от съдия Баризон I от Торес и неговия племенник Мариан. Това е първият оригинален документ, създаден в palaczio regis в двореца Ардара около средата на XI век. Пергаментът, снабден с оловен печат с надпис „Barisone rex“, в момента се съхранява в архивите на абатството Монтекасино.